# Sammlung Hans Grothe
De Sammlung Hans Grothe is een omvangrijke kunstverzameling beeldende kunst van de Duitse naoorlogse bouwondernemer Hans Grothe (1930-2019) . Deze verzameling bevindt zich nu grotendeels in een museum in Duisburg.

## Situering
De collectie Hans Grothe bevat naast een verzameling van het Duitse expressionisme belangrijke werken van Düsseldorfse kunstenaars van de jaren 70 en 80 van de 20ste eeuw waaronder Sigmar Polke. Van deze kunstenaar, geboeid als hij was door de ontstaansgeschiedenis ervan,  kocht hij alle werken van zijn tentoonstelling Original+Fälschung  te Münster (1973). In zijn consistente verzameling zit ook werk van Georg Baselitz, Markus Lüpertz, Anselm Kiefer. Enkele kunstenaars zijn in de verzameling oververtegenwoordigd. Het merendeel van de verzameling bestaat uit installaties en environments die een museale omgeving behoeven. Daarbij kwam bij hem al vroeg het idee op om het werk toegankelijk te maken voor het publiek. Zijn steeds maar groeiende collectie werd eerst beheerd door het Kunstmuseum Bonn. Grothe verkoos uiteindelijk toch een eigen museum in zijn geboortestad Duisburg. Een groot deel van de collectie vond er zijn onderkomen in een naar de plannen van Herzog & de Meuron verbouwde molen, genoemd Museum Küppersmühle für Moderne Kunst.

## Tentoonstelling
Onder de door Jan Hoet bedachte titel Der eigene Weg gaat er in het eerste halfjaar 2008 een overzichtstentoonstelling door van Belgische kunst. Immers Belgische kunstenaars zijn eigenzinnig en keren zich soms radicaal af van de wereld, neigend naar het religieuze. Bekende namen als Panamarenko, Jan Fabre, Wim Delvoye en Luc Tuymans zijn present naast de minder bekende Mathieu Ronsse. Verder werken van Hans Op de Beeck, Thomas Bogaert en videowerk van David Claerbout.